# Abu Marwan Abd al-Malik I
Abumarwán Abdelmálik I (Árabe: أبو مروان عبد الملك الغازي), conocido también como Abdelmálik o Mulay Abdelmálek (fallecido el 4 de agosto de 1578) fue un sultán de Marruecos de la dinastía saadí, entre 1576 y su muerte en 1578 en la batalla de Alcazarquivir, contra las tropas portuguesas.

## Juventud y exilio en el Imperio otomano
Era hijo de Mohammed ash-Sheij, que fue el primer sultán de la dinastía saadí de Marruecos. Su madre era la conocida Lal-la Masuda. Tras el asesinato de su padre en 1557 y la siguiente lucha por el poder, los dos hermanos Áhmad al-Mansur y Abd al-Málik tuvieron que huir de su hermano mayor, Abdallah al-Ghalib (1557-1574), dejando Marruecos y permaneciendo en el extranjero hasta 1576. En 1559, el sultán otomano Suleyman I recibió en su corte a ambos príncipes exiliados y les dio refugio. Suleyman, que había sido enemigo del sultán Mohammed ash-Sheij y de su hijo y sucesor Abdalá al-Ghalib, paradójicamente, vio en ambos hermanos una hipotética conquista otomana de Marruecos. Los dos hermanos pasaron diecisiete años entre los otomanos, entre la denominada regencia de Argel y Constantinopla, y se beneficiaron de la formación otomana y los contactos con la cultura otomana.
En 1571, durante su estancia en el Imperio Otomano participó, junto a su hermano, en la batalla de Lepanto (sirviendo al sultán Selim II, hijo y sucesor de Suleyman I), en la que fue capturado y llevado como prisionero ante el rey Felipe II, que lo encerró en Orán, de donde escapó en 1573.
En 1574, participó en la conquista de Túnez por los otomanos. Después de este éxito, volvió a visitar Constantinopla, y consiguió del sultán Murad III, que acababa de suceder a su padre Selim II, un acuerdo para ayudarle militarmente a obtener el trono del sultanato marroquí.

## Conquista de Marruecos
Abdelmálik invadió Marruecos con la ayuda de una fuerza otomana de 10 000 soldados enviados desde Argelia en 1576. Este ejército capturó Fez durante ese año, derrotando a su sobrino Abu Abdalah Mohámmed II, nombrado sultán de Marruecos después de la muerte de su padre.
Abdelmálik reconoció al sultán otomano Murad III como su califa, estructuró su ejército de acuerdo con la organización otomana y adoptó muchas costumbres otomanas, pero también negoció la salida de las tropas otomanas de Marruecos a cambio de un gran pago en oro.
En el período siguiente trató de reactivar el comercio con Europa y especialmente con Inglaterra, a partir de una alianza anglo-marroquí con la reina Isabel I, escribiendo una carta en español a Isabel en 1577.
Bajo su reinado, Francia nombró al primer cónsul de Francia en Marruecos en la persona del médico Guillaume Bérard, a solicitud del propio Abumarwán que lo había conocido en su estancia en Constantinopla, durante una epidemia.

## Batalla de los Tres Reyes
Después de su derrota, Abu Abdalah Mohámmed II abandonó Marruecos y viajó a España primero y después a Portugal, donde convenció al rey Sebastián I de Portugal para que apoyase una invasión de Marruecos, que se llevó a cabo en 1578 y que acabó de manera catastrófica en 1578, con la batalla de Alcazarquivir, con la muerte del rey portugués y de Abu Abdallah Mohámmed II.
Abdelmálik I murió también en la batalla de Alcazarquivir (batalla de los Tres Reyes), contra el ejército portugués en Alcazarquivir. Después de su muerte fue nombrado sucesor su hermano Áhmad el Mansur.